# Днепр (радиостанция)
«Днепр» (с укр. — «Дніпро») — советская правительственная прифронтовая украиноязычная мобильная радиостанция. Работала в период немецкой оккупации Украины с 1943 по 1944 годы.

## История
Радиостанция начала свое вещание в Броварах (Киевская область) во время оккупации Киева немецкими войсками, первоначальное название — «Говорит Западный фронт» (с укр. — «Говорить Південно-Західний фронт»). В ходе битвы под Сталинградом перешла под контроль республиканского коммунистического правительства Украины, после чего получила название «Днепр». Первые передачи радиостанции как правительственной начали транслироваться из населенного пункта Калач Воронежской области (территория РСФСР, ныне РФ) с 1 мая 1943 года. После перелома в ходе Сталинградской битвы и начала отступления немецких войск, радиостанция вместе с бойцами Красной армии и линией фронта постепенно продвигалась вглубь Украины. Передатчик «Днепра» располагался в двух вагонах отведённого под радиостанцию десятивагонного поезда. В других вагонах находились медпункт, столовая, вспомогательная аппаратура и персонал. С конца августа 1943 года станция вещала с территории Харьковской области, с сентября того же года, после неудачной бомбардировки станции немецкой авиацией, — уже из самого Харькова. После перехода Киева под контроль СССР станция некоторое время ещё работала в Харькове. 12 января 1944 года сменила место дислокации, перебравшись из Харькова в Киев, где получила постоянное помещение, превратившись из передвижной в стационарную. Прекратила свою работу в декабре 1944 года.

## Направление
Радиостанция имела пропагандистское и культурное направление, ориентировалась в основном на жителей оккупированной немецкими войсками Украины. В эфире «Днепра» транслировались выступления известных украинских деятелей культуры, правительственные сообщения, информация из печатных СМИ, велись репортажи с фронта.

## Языки
Радиостанция «Днепр» транслировала передачи на пяти языках — украинском, русском, польском, румынском и немецком.